# (33913) 2000 LK14
2000 LK14 (asteroide 33913) é um asteroide da cintura principal. Possui uma excentricidade de 0.22235010 e uma inclinação de 11.21958º.
Este asteroide foi descoberto no dia 7 de junho de 2000 por LINEAR em Socorro.